# Than hoạt tính (dược phẩm)
Than hoạt tính, còn được gọi là carbon hoạt tính, là một loại dược phẩm dùng để điều trị các ngộ độc xảy ra trong đường miệng. Để đạt hiệu quả, chất này phải được sử dụng chỉ sau một thời gian ngắn sau khi xảy ra ngộ độc, thường là trong vòng một giờ. Thuốc này không có tác động đối với ngộ độc do cyanide, các tác nhân ăn mòn, sắt, lithium, rượu hoặc malathion. Chúng có thể được đưa vào cơ thể qua đường miệng hoặc được đưa vào qua một ống thông mũi-dạ dày. Các cách sử dụng khác có thể có như dùng máy lọc máu hấp thụ.
Các tác dụng phụ thường gặp bao gồm ói mửa, phân đen, tiêu chảy và táo bón. Tác dụng phụ nghiêm trọng hơn như viêm phổi, có thể sẽ xảy ra nếu hít vào phổi. Sử dụng trong thời kỳ mang thai và cho con bú là an toàn. Than hoạt tính giải độc bằng cách hấp phụ độc tố.
Trong khi than đã được sử dụng từ thời cổ đại cho những ca độc, than hoạt tính mới được sử dụng từ những năm 1900. Nó nằm trong danh sách các thuốc thiết yếu của Tổ chức Y tế Thế giới, tức là nhóm các loại thuốc hiệu quả và an toàn nhất cần thiết trong một hệ thống y tế. Chi phí bán buôn ở các nước đang phát triển là từ 0,46 đến 0,86 USD / liều. Tại Hoa Kỳ một đợt điều trị có giá dưới 25 USD.